# طلافح
طلافح  قرية سوريّة تتبع إداريّاً لمحافظة حلب منطقة جبل سمعان ناحية زمار، بلغ تعداد سكانها 1,754 نسمة حسب التعداد السكاني لعام 2004.
https://ar.wikipedia.org/wiki/جديدة_طلافح